# Cesar (Oliveira de Azeméis)
Cesar ist eine Gemeinde (Freguesia) im portugiesischen Kreis Oliveira de Azeméis. In ihr leben 3072 Einwohner (Stand 19. April 2021).